# サラブレンド
サラブレンドは、日本のバンドである。ユニバーサルミュージック所属。バンド名は英語のthorough（完全な）とblend（混合・調和）を組み合わせた造語。
1998年結成。2000年12月ごろからストリートライブをし始め、インディーズでの活動の後、2005年12月6日にユニバーサルJより「優しい光」でデビュー。

## メンバー
- 石井幸輔（1978年9月21日 A型）ギター
- 迫昌弘（1976年10月7日 O型）ドラム
- 青葉紘季（1976年11月1日 O型）ボーカル ギター
- 平元純平（1981年3月11日 A型）バス
- 津田直彦（1980年2月25日 A型）キーボード

## 来歴
- 1998年8月 青葉・迫を中心に結成。
- 2001年7月 自主販売盤シングル『大海原』リリース
- 2005年2月 デビューシングル『優しい光』をリリース
- 2006年11月 1stアルバム『THOROUGHBLEND』をリリース
- 2007年2月25日 解散

## 解散後
- 青葉、迫、津田、そしてメジャー前に辞めた安藤乱の4人で新バンド「seagulloop」を結成。
  - 2007年8月 自主販売盤1st.demo『demodori』リリース
  - 2008年3月 インディーズ1st.mini album『loop』リリース
  - 2008年10月 2nd.mini album『3969』リリース

## ディスコグラフィ

### シングル
1. スロウ（2004．7.07 インディーズ {日本ソフトサービス}）
2. 優しい光 (2005.2.16 デビューシングル)　東海テレビ・フジテレビ系連続ドラマ「冬の輪舞」主題歌
3. 七色浪漫 (2006.6.14)
4. ハロー　(2006.8.16)　神奈川県高校野球中継応援ソング
5. haruka　(2006.10.18)

### ミニアルバム
1. 夕暮電車 (2004.1.28 インディーズ)
2. 桜ヒラヒラ炎メラメラ（2005.4.6）
3. 君といた場所（2005．9.7）
4. ららら... (2005.11.2)

### アルバム
1. THOROUGHBLEND (2006.11.8)